# Euroclone
Un euroclone è una lingua ausiliaria internazionale che fa uso di un vocabolario a posteriori, derivato dalle radici delle lingue europee. Molti eurocloni utilizzano un misto di radici germaniche e romanze, ma più spesso le radici vengono ottenute quasi esclusivamente da queste ultime lingue. Queste lingue artificiali sono assai simili alle più diffuse lingue europee e, ad un parlante di lingue extraeuropee, possono risultare da esse assai difficilmente distinguibili. 
Il termine "euroclone" possiede un'intrinseca connotazione peggiorativa che può essere fatta risalire al fatto che questo genere di lingue in genere viene considerato un mero "clone" indistinguibile di una "vera" lingua.

## Eurocloni
- Esperanto
- Europanto
- Folkspraak
- Glosa
- Ido
- Interlingua
- Lingua Franca Nova
- Mondlango
- Novial
- Occidental
- Romanova